# Alstom
Alstom (раніше GEC-Альстом) (Euronext: ALO) — велика французька машинобудівна компанія, один зі світових лідерів (поряд з Siemens і CRRC) у виробництві енергетичного устаткування і залізничного транспорту. Штаб-квартира — У Леваллуа-Перре (Франція).

## Власники та керівництво
31 % акцій Alstom належить французькому будівельному гігантові Bouygues, 60 % — інституційним інвесторам, 7,5 % — приватним акціонерам, 1,5 % — співробітникам.
Головний керуючий і голова ради директорів — Патрік Крон.

## Діяльність
Компанія випускає енергогенеруюче обладнання, залізничні локомотиви (тепловози СС 72000, СС 72100 та ін), швидкісні електропоїзди серій TGV і AGV, швидкісні електропоїзди серії Pendolino (розробка Fiat Ferroviaria), трамваї (TGV, Eurostar, Citadis, Flexity), електрофільтри для промислового виробництва, раніше також мала у своєму складі суднобудівний підрозділ, проданий у 2006 році (компанією були побудовані такі лайнери, як «Нормандія» та Queen Mary 2).
Швидкісні електропоїзди серії TGV використовуються компаніями-операторами швидкісних поїздів TGV, Thalys, Eurostar. Швидкісні електропоїзди серії Pendolino використовуються компаніями-операторами швидкісних поїздів Eurostar Italia, Virgin Trains, Suomen Valtion Rautatiet (VR) (Фінляндія). З 2007 року ведеться виготовлення першого складу швидкісного електропоїзда Allegro серії поїздів Pendolino на замовлення компанії Karelian Trans LTD, спільного підприємства Suomen Valtion Rautatiet (VR) (Фінляндія) і Російських залізниць.
Портфель замовлень компанії на 31 березня 2009 року становив 45 670 млн євро (зростання на 16 % до торішнього). Виручка за фінансовий рік, що закінчився 31 березня 2010 року, — 19,7 млрд євро (роком раніше — 18,7 млрд євро), чистий прибуток — 1,2 млрд євро (1,1 млрд євро).

### Україна
У травні 2021 року Україна і Франція підписали міжурядову угоду про фінансування поставки 130 електровозів для «Укрзалізниці» виробництва Alstom на суму 900 млн євро. Alstom заявила про готовність локалізувати рівень виробництва електровозів в Україні до 35 %.

## Фінансові результати
| млн євро        | 2001-1 | 2002-2 | 2003-3 | 2004-4 | 2005-6 | 2006–7 | 2007–8 | 2008–9 | 2009–10 | 2010–11 | 2011–12 |
| --------------- | ------ | ------ | ------ | ------ | ------ | ------ | ------ | ------ | ------- | ------- | ------- |
| обіг            | 24549  | 23452  | 21351  | 16688  | 12920  | 13413  | 14208  | 16908  | 18 739  | 19 650  | 20 923  |
| чистий прибуток | 241    | -116   | -1417  | -1838  | -628   | 178    | 547    | 852    | 1 109   | 1 217   | 462     |

## Перспективні проекти
Найсучасніший продукт Alstom в галузі залізничних перевезень — швидкісні потяги четвертого покоління AGV.

## Галерея

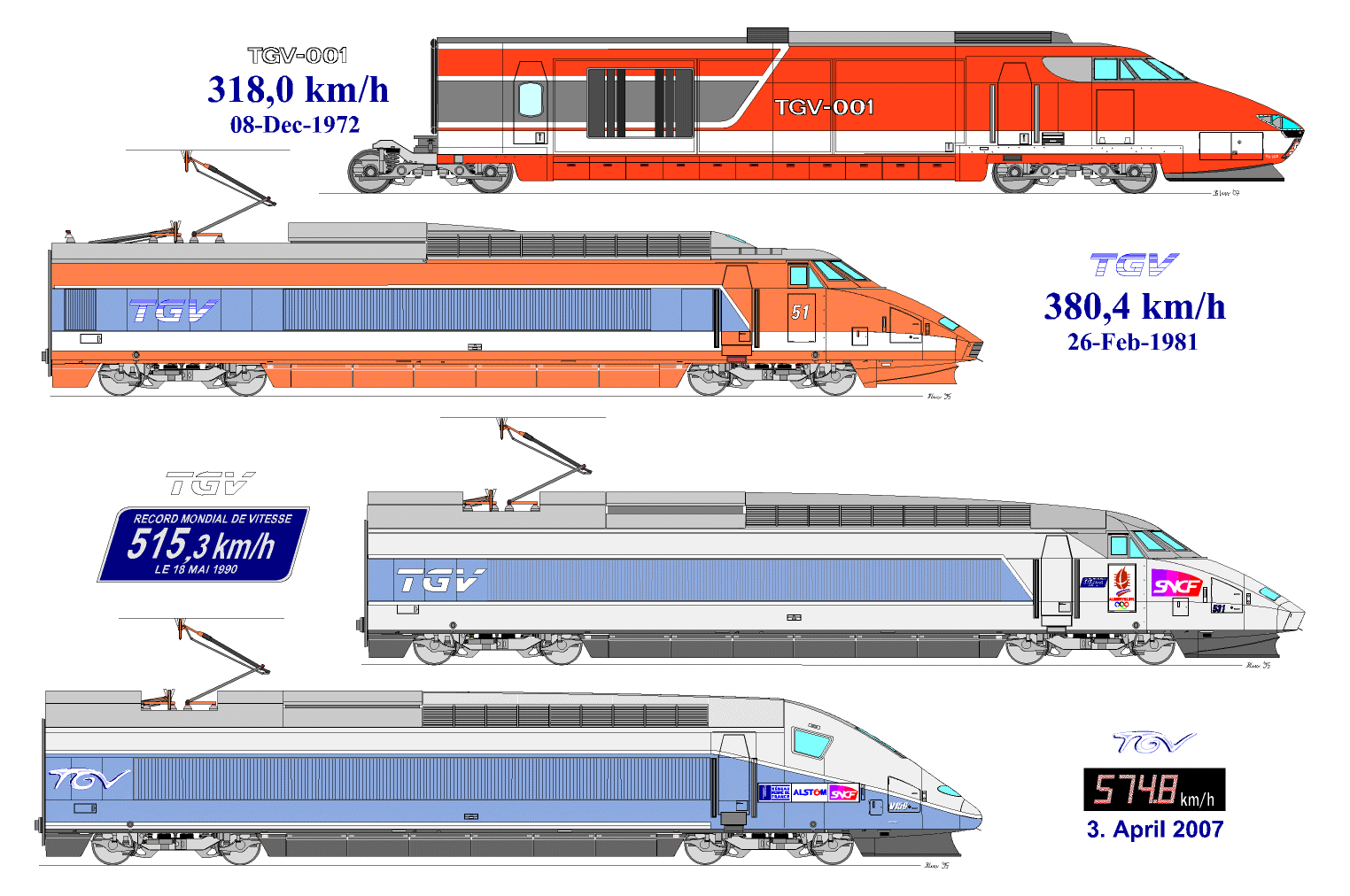
TGV
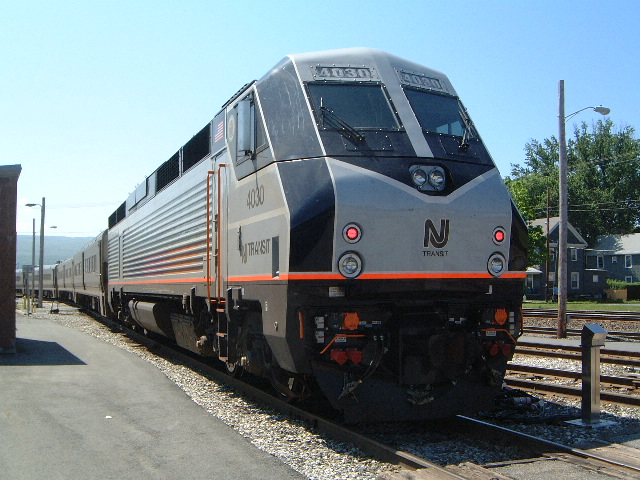
Один з локомотивів фірми Альстом
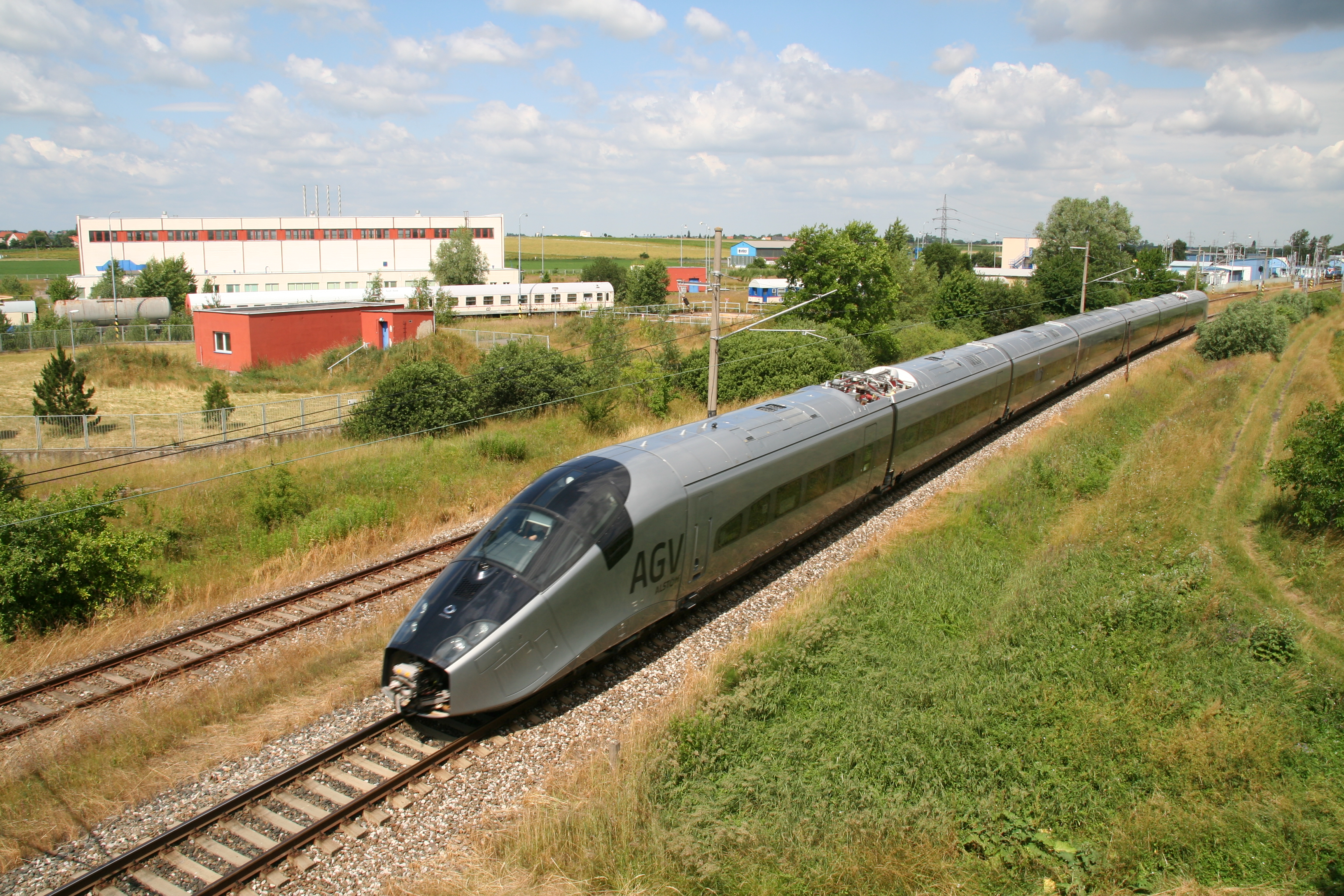
Поїзд Alstom AGV, що рухається зі швидкістю 200 км/год на полігоні Cerhenice в Чехії
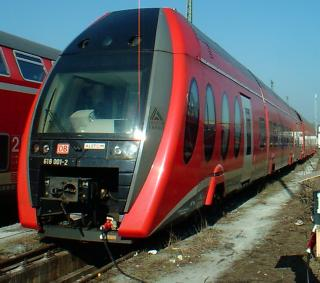
Потяг DBAG 618 LireX, Deutsche Bahn
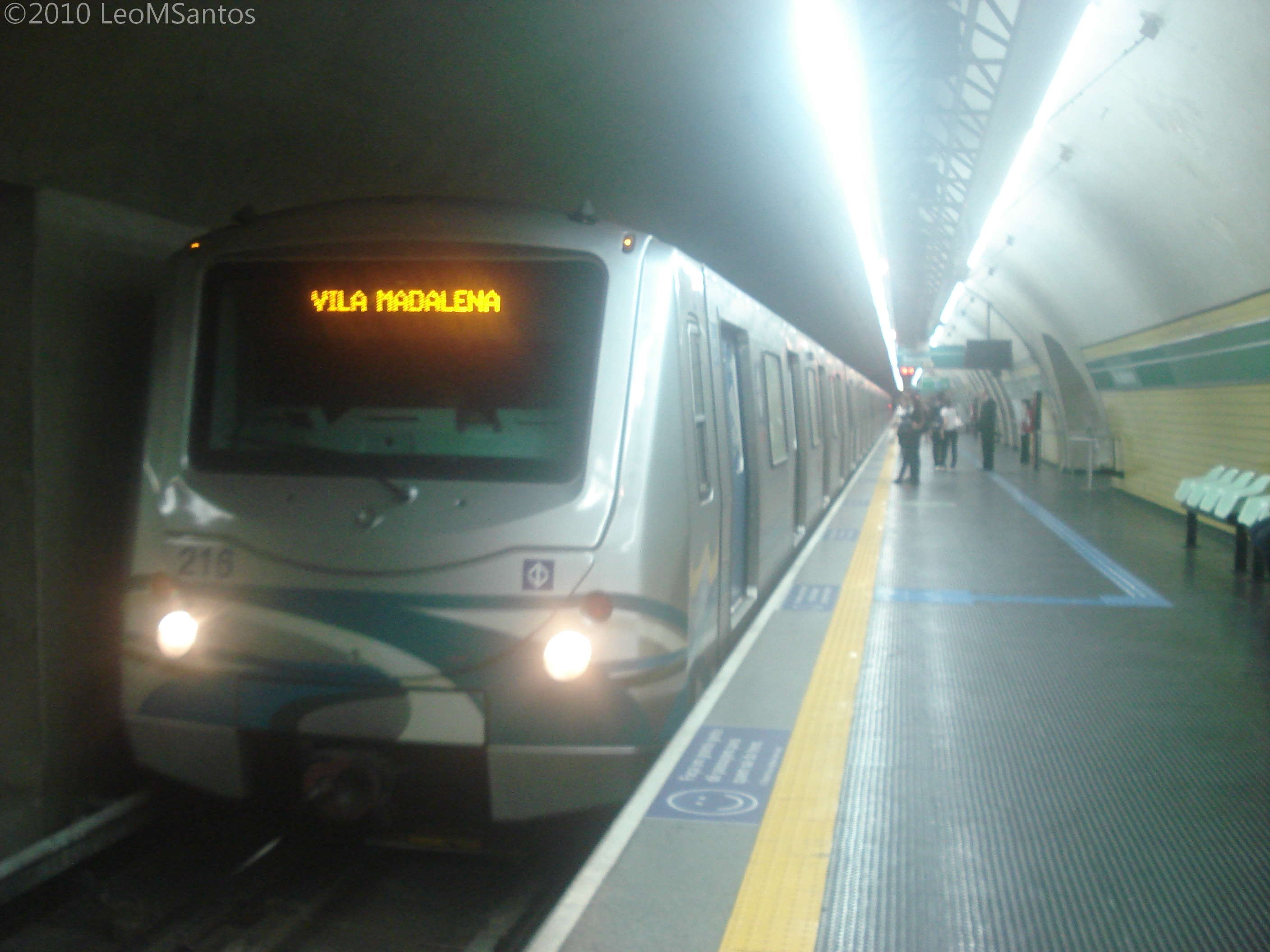
Потяг Alstom A96 на станції Віла Мадалена метрополітена Сан-Паулу
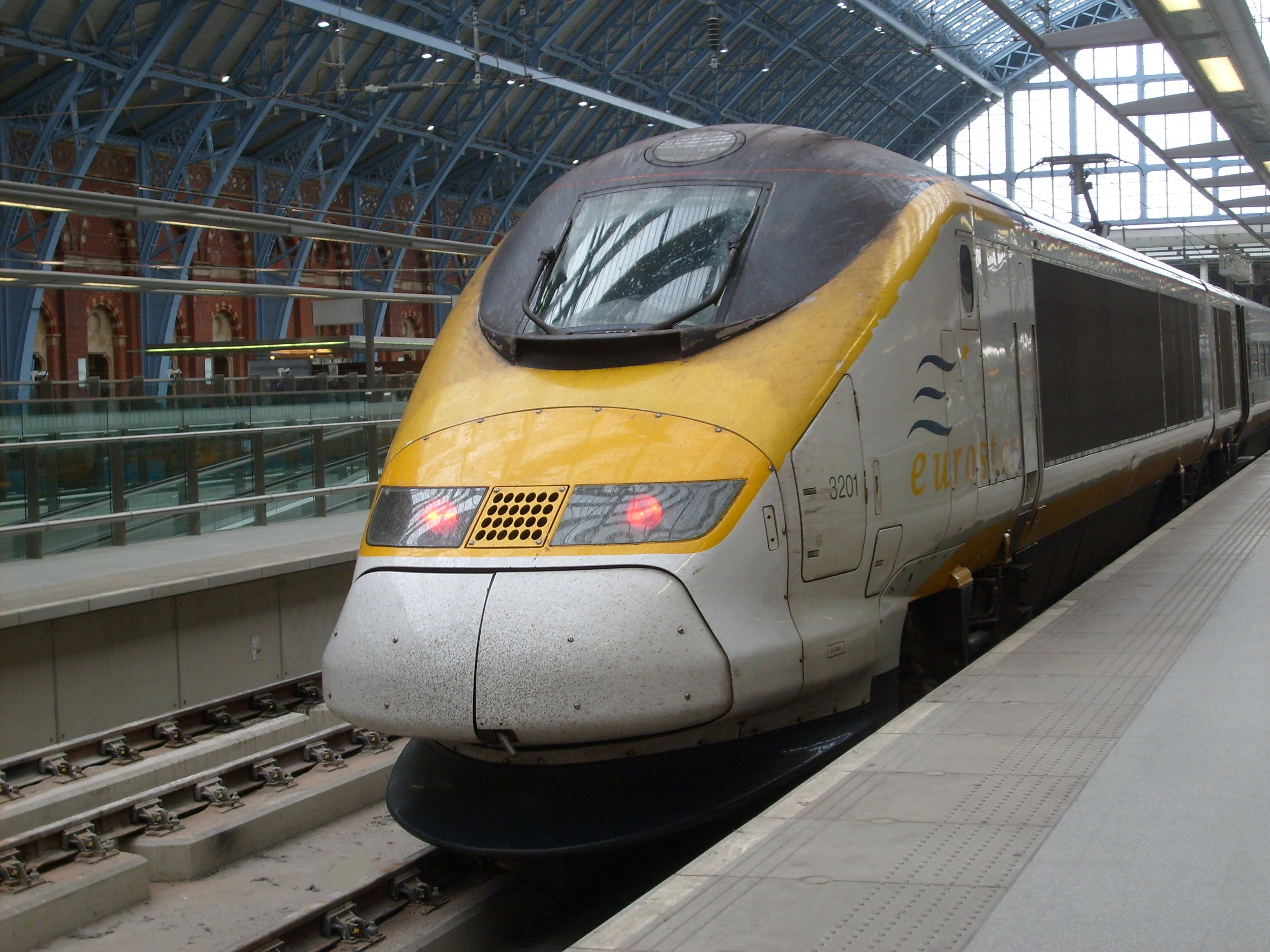
A Class 373 train at London St Pancras. The class 373 was built by Alstom in the early to mid-1990s for the Eurostar high-speed service from England to France and Belgium
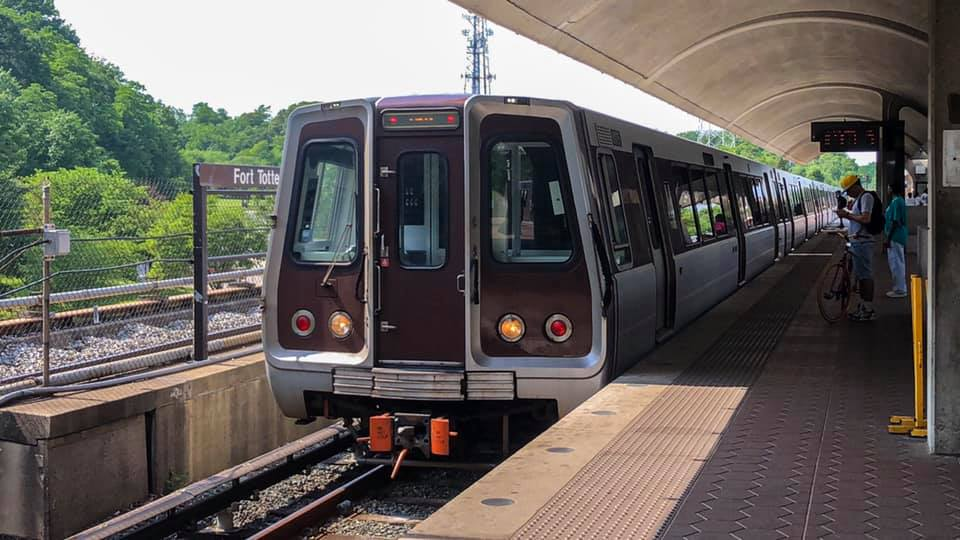
Washington Metro 6000 series railcars built by Alstom in 2006
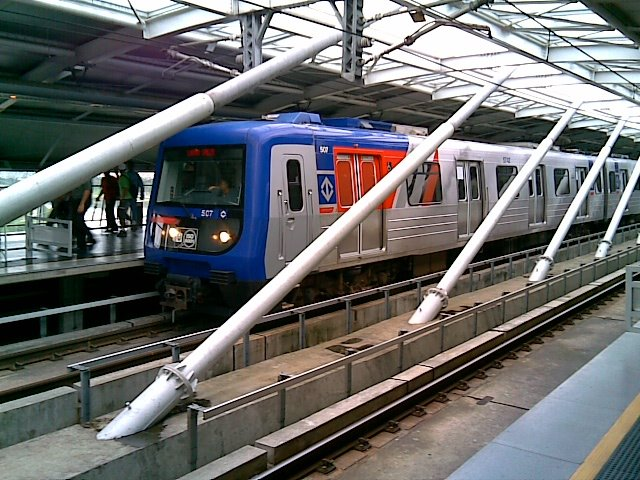
Un tren "Alstom Metropolis" de la línea 5-Lila del Metro de São Paulo
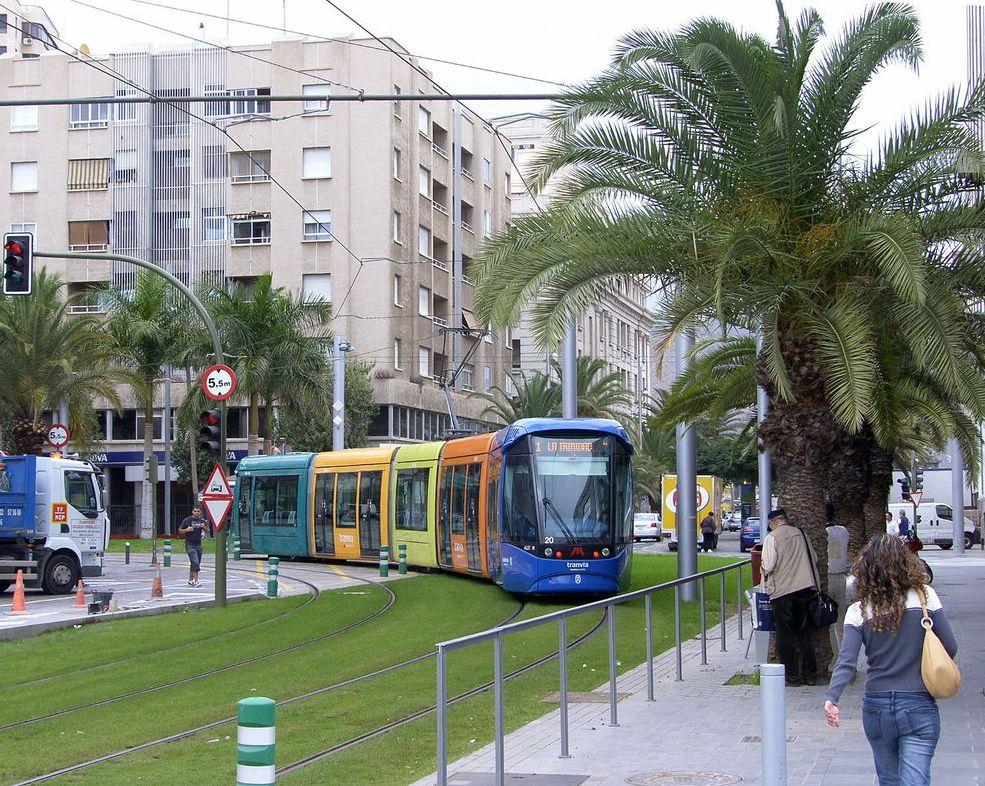
Трамвай Тенерифе
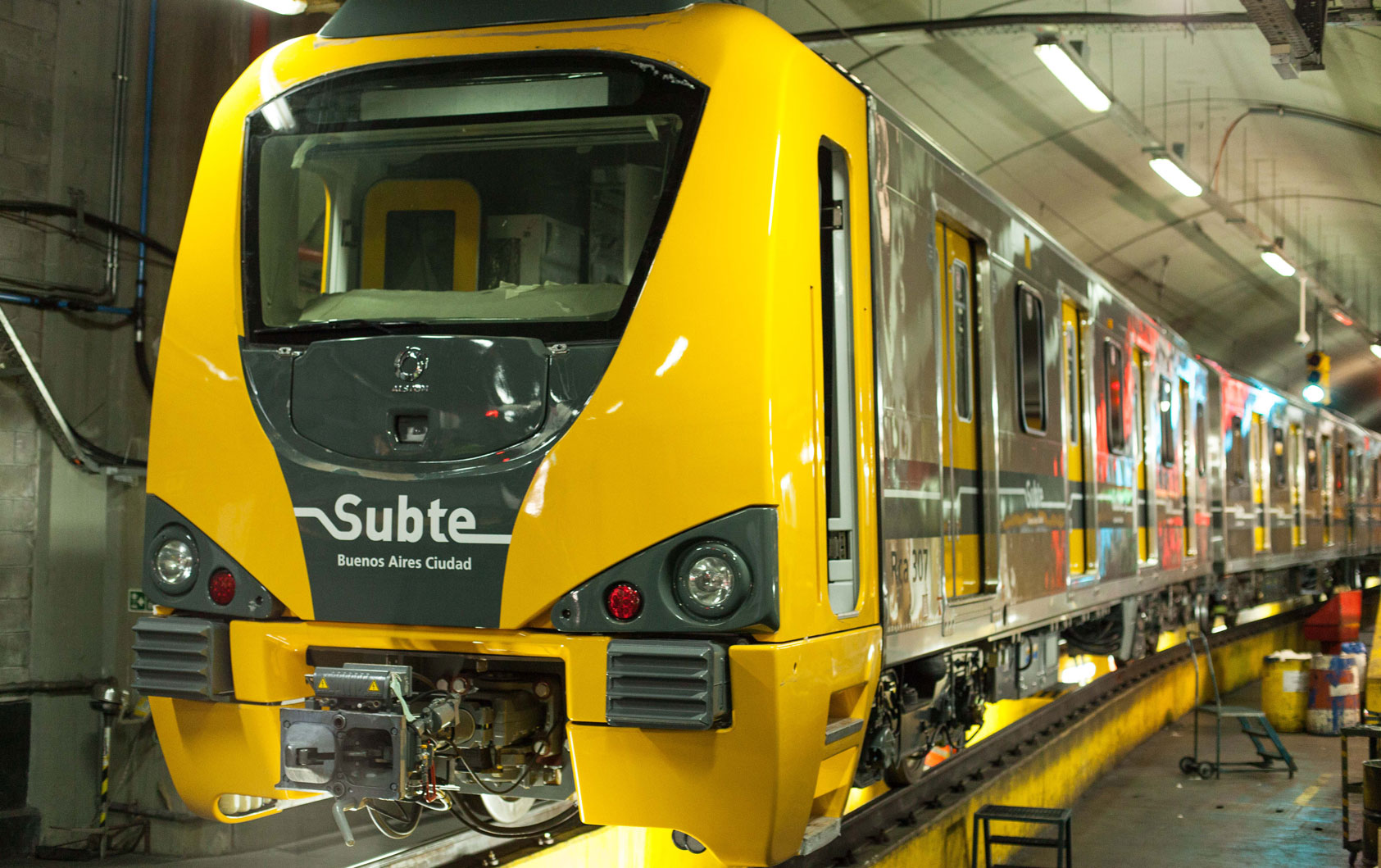
Alstom Metrópolis del Subte de Buenos Aires, Argentina
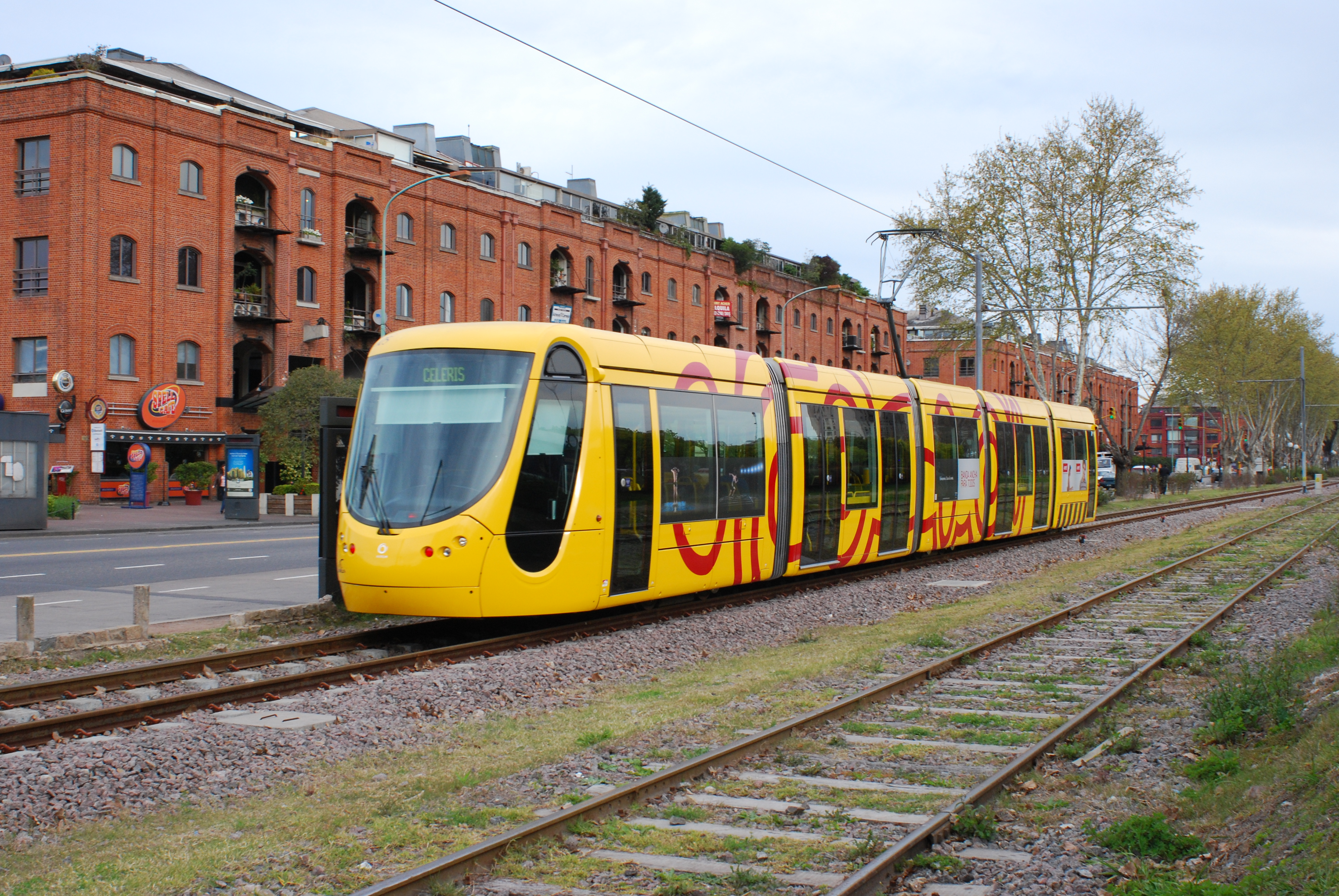
Alstom Citadis 302 del Tranvía del Este, en Buenos Aires, Argentina
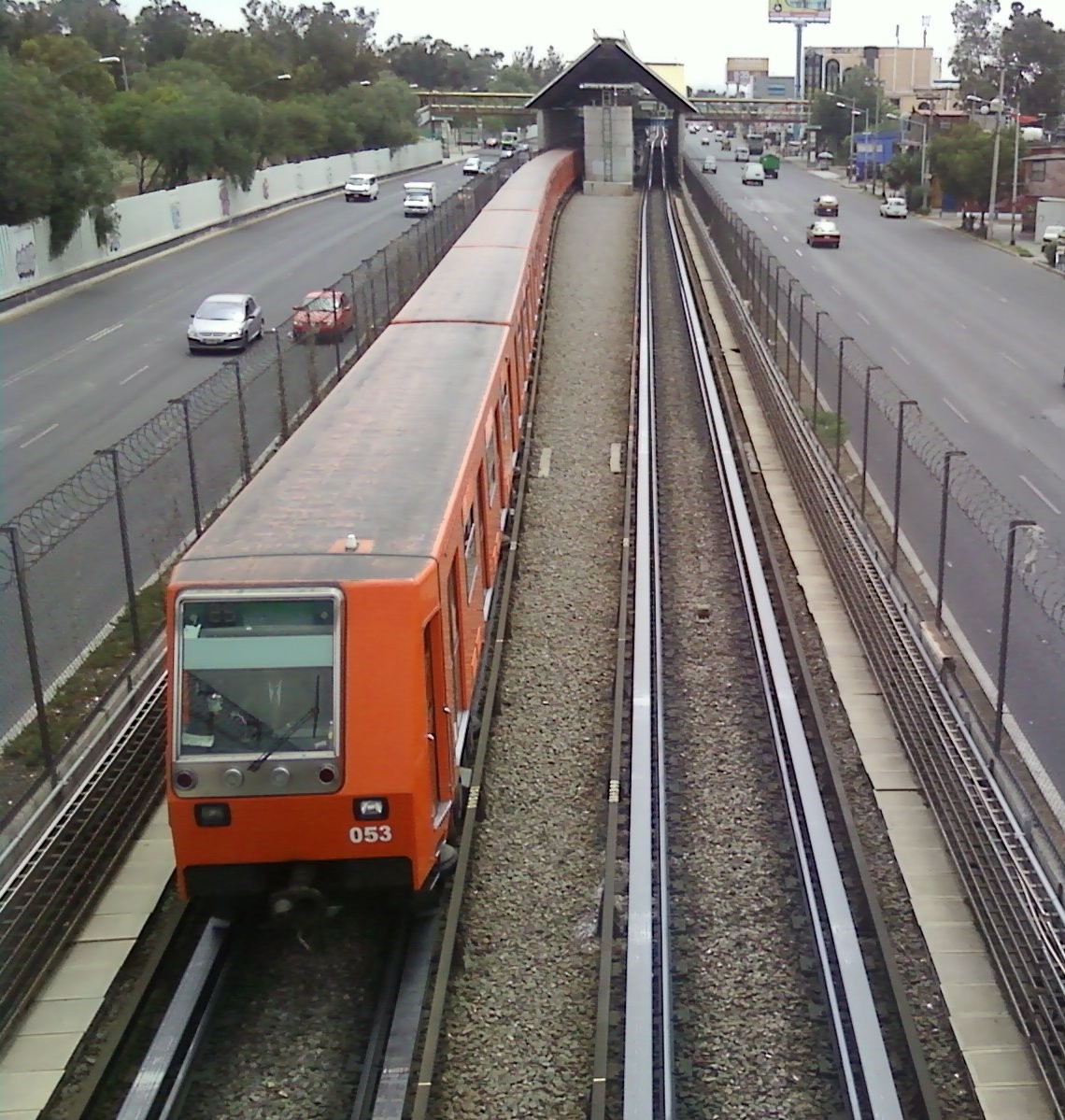
Convoy MP-68 construido por Alstom y rehabilitado por Bombardier circulando sobre un tramo de la línea B
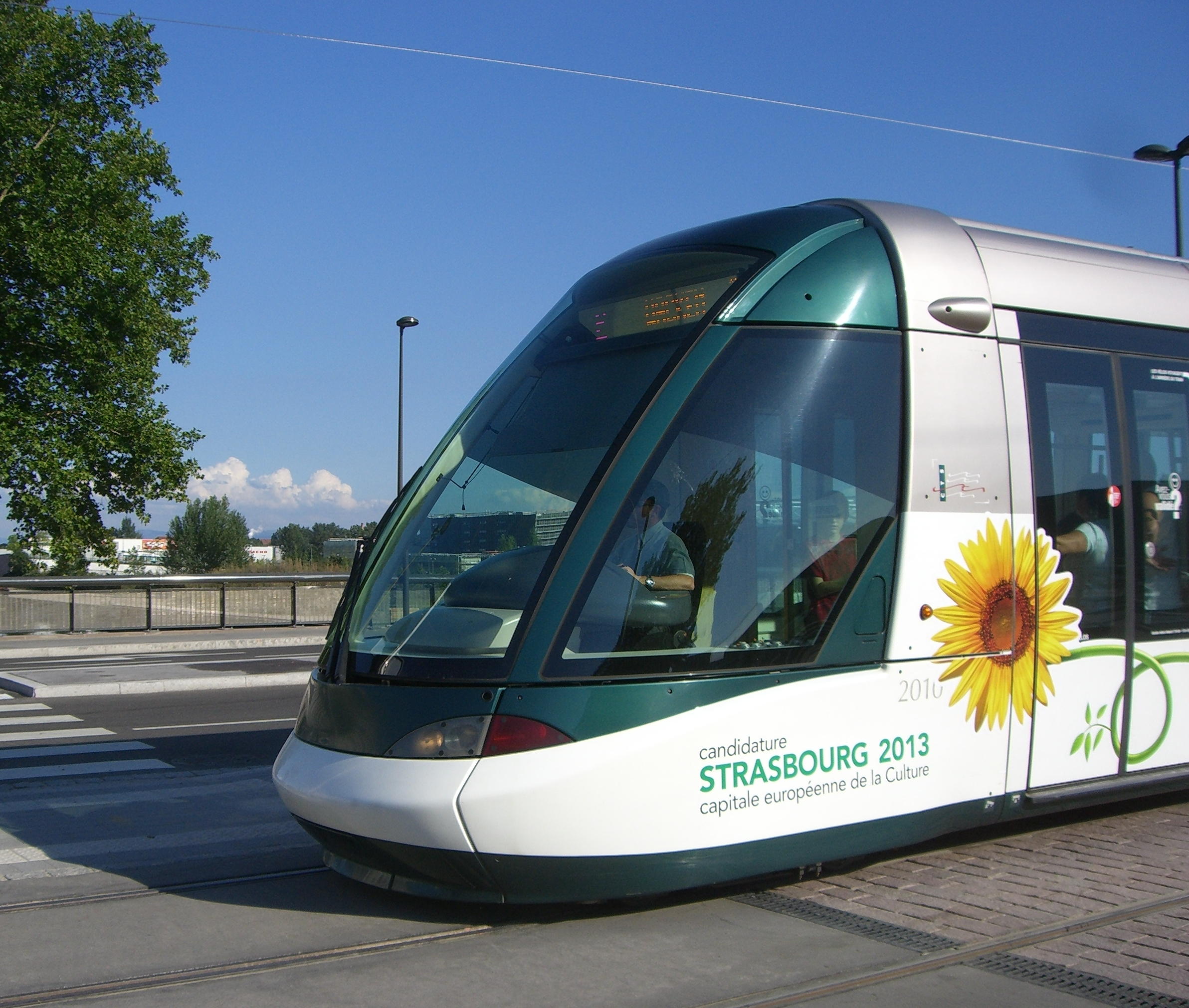
Tranvías Citadis
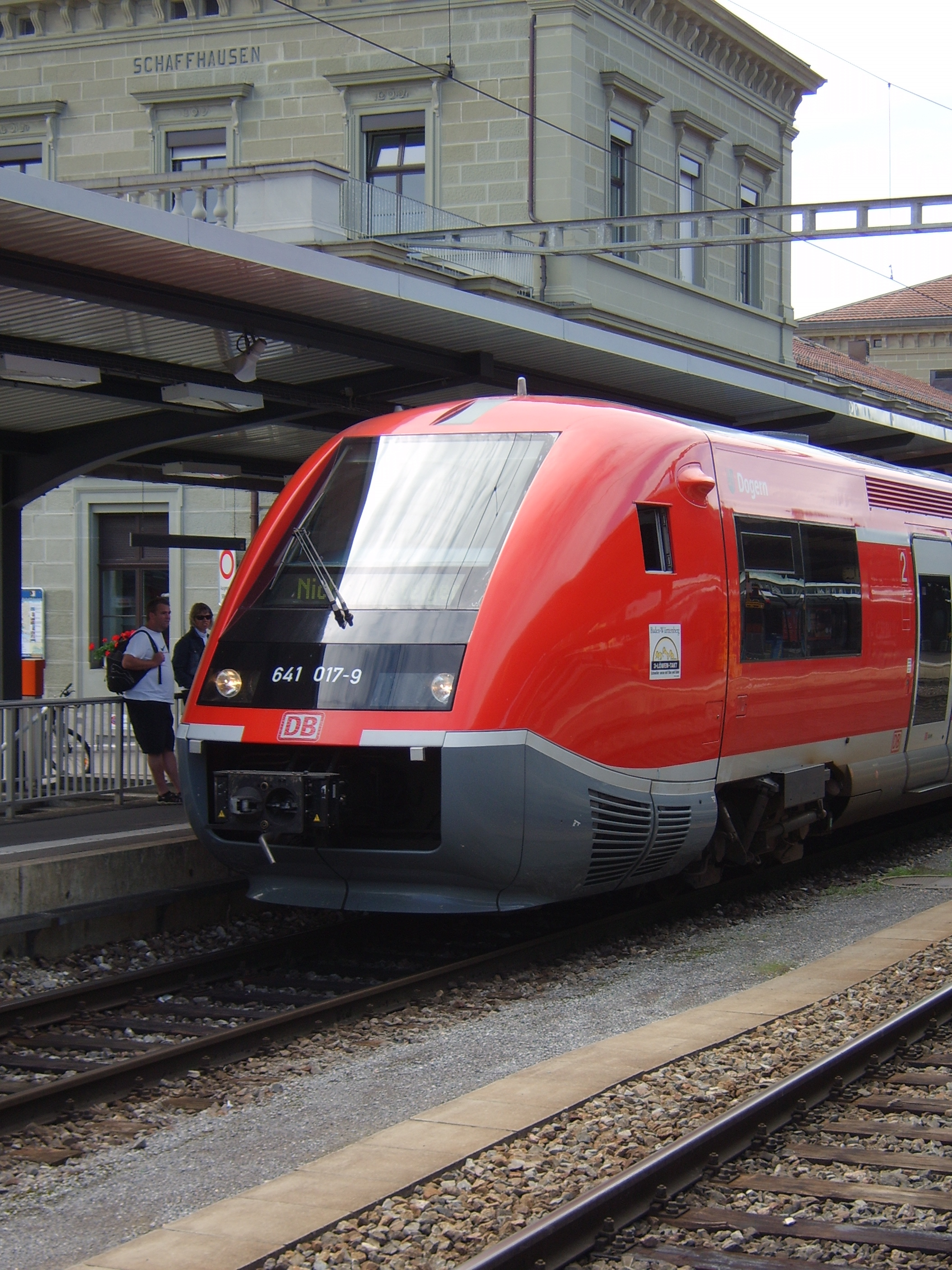
Trenes regionales Coradia
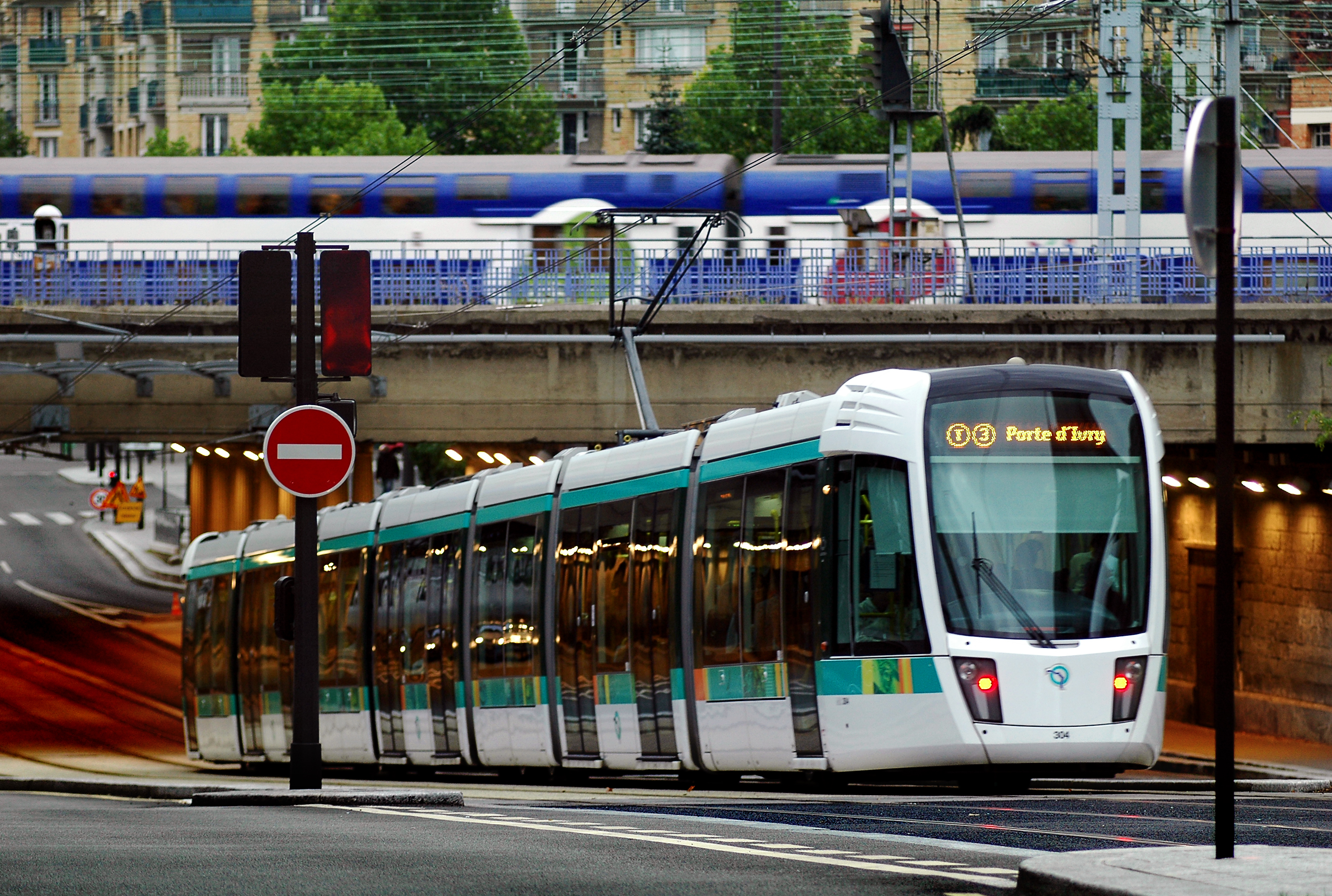
Трамвай в Парижі
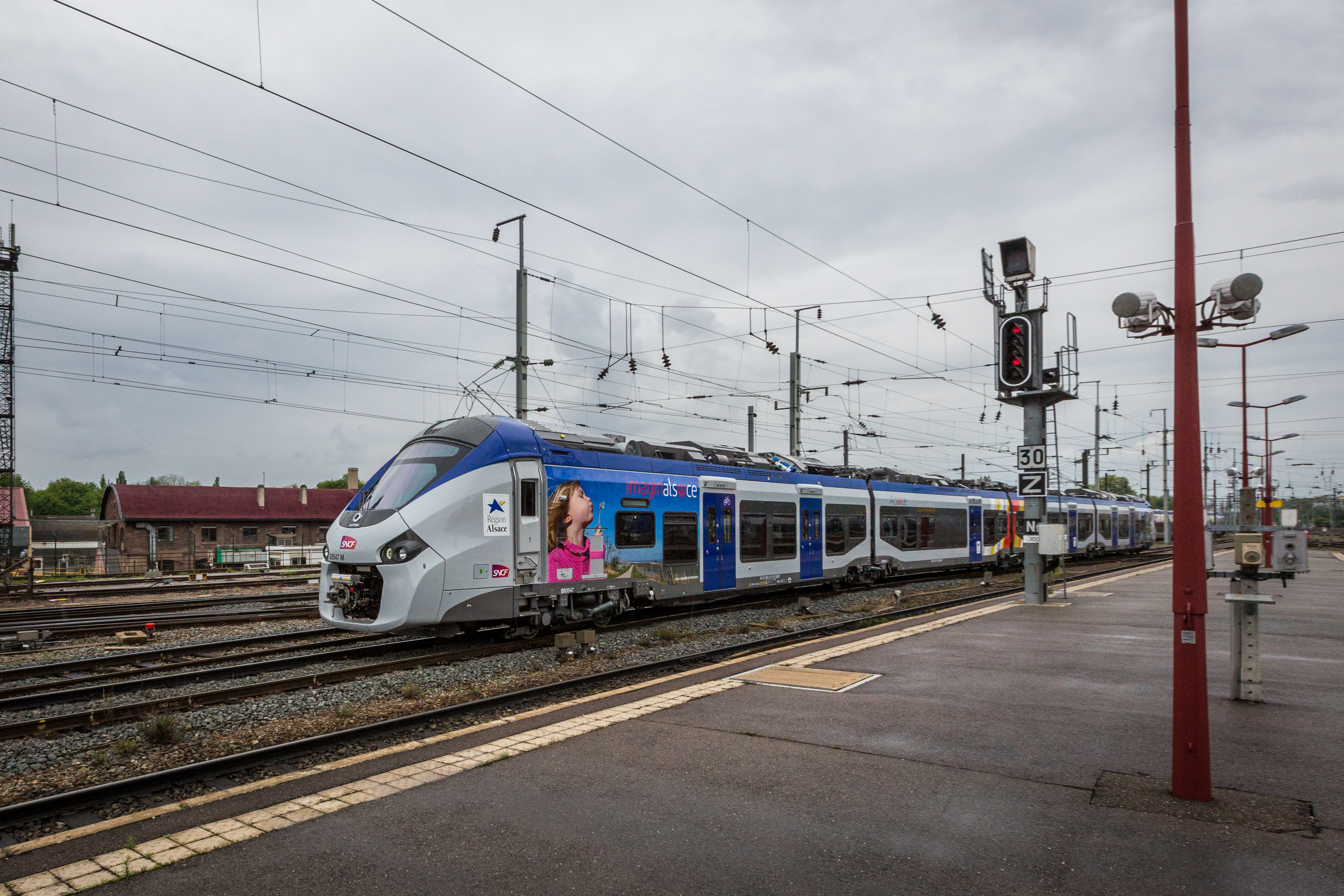
Une rame TER Régiolis de la région Alsace